# António da Costa Fernandes
António Fwaminy "Tony" da Costa Fernandes (Cabinda, 26 de abril de 1942) é um sociólogo, diplomata e político angolano. Juntamente com Jonas Savimbi, foi co-fundador da União Nacional para a Independência Total de Angola (UNITA).
É um dos diplomatas mais experientes e graduados de Angola, especializado nos campos artísticos e culturais.

## Biografia
Tony da Costa Fernandes nasceu em 26 de abril de 1942 na cidade de Cabinda. Seu pai era A. Mamkafi Fernandes e sua mãe Ilda Mazissa da Costa.
Estudou nas escolas primárias de Cabinda e seus estudos secundários foram feitos no Seminário Menor de Luanda. Envolvido desde este período com grupos nacionalistas angolanos, conseguiu ser enviado como noviço católico para Quinxassa para escapar da Polícia Internacional e de Defesa do Estado (PIDE).
No Congo-Quinxassa, em 1962, conhece a Jonas Savimbi, já secretário geral da Frente Nacional de Libertação de Angola (FNLA). Savimbi filia Tony na Juventude da Frente Nacional de Libertação de Angola (JFNLA) e na FNLA.
Em 1962 mudou-se para Portugal para concluir seus estudos secundários. Permaneceu pouco tempo no país, partindo em 1963 para estudar ciências sociais e políticas na Universidade de Friburgo, na Suíça.

### Miliância na UNITA
Rompeu com a FNLA em 1964 juntamente com a ala de Savimbi. Tony foi membro da União dos Estudantes Negros de Angola até 1965, e foi o responsável por articular, entre 1965 e 1966, juntamente com Jonas Savimbi, a formação da UNITA. Inclusive uma carta dirigida aos estudantes angolanos, datada de 11 de abril de 1966, apelando para a unidade, com o lema "unidos venceremos", é de sua autoria. É dado como facto que a UNITA surgiu na verdade em 1965 após longas reflexões e elaborações de programas e estatutos entre Tony e Savimbi em Lausana, Champex e Genebra, na Suíça.
Em outubro de 1965, no processo de formação da UNITA, foi para a República Popular da China para receber instruções. No retorno, foi comissionado por Savimbi para ser o responsável por recrutar e fazer parte da delegação dos primeiros quatorze militantes do partido enviados para a Tanzânia e para a Zâmbia para receber treinamento em táticas maoístas e guerrilha rural em dezembro de 1965.
Após a formação da UNITA, em 1966, foi nomeado como Secretário da Informação, porta-voz chefe e Ministro dos Negócios Estrangeiros da organização, instalando-se novamente na Suíça para concluir seus estudos e erguer a sede internacional do partido em Friburgo.
Com a prisão de Savimbi em Lusaca, na Zâmbia, em julho de 1967, estabelece contatos diplomáticos com Gamal Abdel Nasser para dar exílio ao líder da UNITA no Cairo. Conseguindo tal feito, Tony transfere a sede dos Negócios Estrangeiros do partido para o Cairo em 1968, permanecendo no país também como representante da UNITA junto ao Egito até 1973.
Em 1973 consegue articular a normalização das relações da UNITA com a Zâmbia, possibilitando a instalação da sede dos Negócios Estrangeiros do partido em Lusaca. Permanece nesta cidade até 1974, retornando para Angola para assumir novamente como Secretário da Informação até 1976. Nesta função, participa das negociações que firmaram o Acordo do Alvor, em 1975.
Em 1976 foi nomeado como representante da UNITA no Reino Unido, estabelecendo escritório em Londres. Permanece no país até 1979, quando é nomeado Secretário dos Assuntos Públicos (porta-voz) da organização.
Entre 1985 e 1986 serviu como Secretário do Comércio Interno da República Popular Democrática de Angola (RPDA), quando é nomeado como Vice-Secretário da Informação, função que ocupa até 1987. É promovido a general de divisão das Forças Armadas de Libertação de Angola (FALA).
É nomeado, em 1989 como Ministro das Relações Exteriores da UNITA/RPDA, servindo nos Estados Unidos.

### Rompimento com a UNITA
Entre 1991 e 1992, Tony e o Ministro do Interior da UNITA, general Miguel N'Zau Puna, descobriram o facto de que o líder da UNITA Jonas Savimbi ordenou os assassinatos de Wilson dos Santos, representante da UNITA em Portugal, e de Tito Chingunji, chefe dos negócios estrangeiros do partido. As mortes de Wilson dos Santos e Chingunji e as deserções de Fernandes e Puna enfraqueceram as relações Estados Unidos-UNITA e prejudicaram seriamente a reputação internacional de Savimbi.
Com Puna e Paulo Tchipilica, fundou a Tendência de Reflexão Democrática (TRD) dentro da UNITA, mas acabaram por levar a TRD para dentro do Movimento Popular de Libertação de Angola (MPLA) pouco tempo depois.

### Carreira como diplomata de Estado
Depois que rompeu com a UNITA foi convidado a integrar o Governo de Unidade e Reconciliação Nacional e depois o Governo da República de Angola, servindo como embaixador de Angola no Reino Unido, na Índia, na Etiópia, no Egito, no Iraque, em Omã, no Iémen, no Líbano, na Jordânia, no Irão, na Síria, na Bélgica, na União Europeia e na União Africana.